# Mansat-la-Courrière
Mansat-la-Courrière là một xã thuộc tỉnh Creuse trong vùng Nouvelle-Aquitaine miền trung nước Pháp. Xã này nằm ở khu vực có độ cao từ 391-618 mét trên mực nước biển.

## Địa lý
Thị trấn nằm trong thung lũng nhỏ, cự ly khoảng 16 dặm (26 km) về phía nam Guéret tại giao lộ các tuyến đường D36, D941 và tuyến đường D940.

## Dân số
| 1962                                                        | 1968 | 1975 | 1982 | 1990 | 1999 | 2006 |
| ----------------------------------------------------------- | ---- | ---- | ---- | ---- | ---- | ---- |
| 109                                                         | 118  | 112  | 100  | 100  | 94   | 89   |
| Số liệu điều tra dân số từ năm 1962 Dân số chỉ tính một lần |      |      |      |      |      |      |

## Địa điểm nổi bật
- Nhà thờ St.Martial, từ thế kỷ 12.
- Lâu đài thế kỷ 15.
- Tượng bằng đồng của vị thần Graeco-Roman Apollo được khai quật ở đây và hiện đang ở bảo tàng Louvre.